# Ahoo Daryaei
Ahoo Daryaei  (persisch آهو دریایی; geboren 1994) ist eine iranische Doktorandin der französischen Literatur, die an der Islamic Azad University in Teheran studiert. Nachdem sie am 2. November 2024 von paramilitärischen Basij-Kräften aufgehalten und schikaniert worden war, zerrissen diese ihr bei der Auseinandersetzung laut Zeugenaussagen Teile ihrer Kleidung. Anlass war ein angeblich nicht korrekt getragener Hidschāb.
Daraufhin protestierte sie gegen die Hidschāb-Pflicht, indem sie die  Kleidung ablegte und sich in Unterwäsche in den Innenhof der Universität setzte.
Diese Aktion hat sie zu einem Symbol des Widerstands gegen die strengen iranischen Kleidervorschriften und die Durchsetzung der Hidschab-Pflicht gemacht. Zwei Jahre nach dem Mord an Mahsa Amini, die ebenfalls wegen eines angeblichen Verstoßes gegen das staatliche Hidschāb-Gesetz von der iranischen Sittenpolizei festgenommen, geschlagen und getötet wurde, erregte ihr Protest und ihre anschließende Verhaftung erneut internationales Aufsehen. Mehrere Menschenrechtsorganisationen haben ihre Freilassung gefordert. Seit November 2024 ist sie in Haft.

## Kontext
Nach den landesweiten Protesten im September 2022, die durch den Tod von Mahsa Amini ausgelöst wurden, leistet eine wachsende Zahl iranischer Frauen aktiven Widerstand gegen die Kopftuchpflicht im Land. Im Rahmen dieser Bewegung haben Frauen öffentlich ihren Hidschab abgelegt, Bilder und Videos in den sozialen Medien geteilt und an Demonstrationen teilgenommen, um für persönliche Freiheiten und die Rechte der Frauen einzutreten. Trotz erheblicher Risiken einschließlich Verhaftungen wurden die Proteste fortgesetzt.

## Hergang am 2. November 2024
Laut Zeugenaussagen wurde Daryaei von Sicherheitskräften der Universität und Mitgliedern der paramilitärischen Basij angegangen, weil sie ihr Kopftuch nach deren Auffassung nicht gemäß der strengen Kleiderordnung trug.
Während der Auseinandersetzung sollen Mitglieder der Basij, einer paramilitärischen Gruppe, die mit den iranischen Revolutionsgarden verbunden ist, ihre Kleidung zerrissen haben. Daraufhin entledigte sich Daryaei der zerrissenen Kleidung und setzte sich in Unterwäsche in den Innenhof des Campus. Der Protest wurde von Passanten auf Video festgehalten. Die Aufnahmen verbreiteten sich schnell in den sozialen Medien und erregten sowohl im Iran als auch international große Aufmerksamkeit.

## Folgen
Aufnahmen zeigen, wie die Frau gewaltsam in ein Auto verfrachtet wird. Daryaei wurde von Beamten in Zivil festgenommen und wird in einer psychiatrischen Einrichtung festgehalten. Freundinnen kritisieren die Darstellung, dass die junge Frau psychisch labil sei. Das berichtet die Aktivistin Masih Alinejad. Das Leben der Frau sei in Gefahr.
Bereits in der Vergangenheit haben Behörden im Iran mehrfach Frauen, die sich der Hidschab-Pflicht widersetzten, als psychisch krank bezeichnet.
Laut der Politikwissenschaftlerin Mahnaz Shirali drohen Daryaei für ihren Protest schwerwiegende rechtliche Konsequenzen einschließlich einer möglichen Anklage, die wegen „moralischer Vergehen“ die Todesstrafe nach sich ziehen könnte. Der Soziologe Azadeh Kian fügte hinzu, dass Daryaei, wenn psychiatrische Probleme ausgeschlossen werden, unter dem Vorwurf der „Ausschweifung“ oder „Prostitution“ mit Auspeitschung, Gefängnis und möglicherweise einer langen Haftstrafe rechnen muss.
Nach ihrer Verhaftung wurde sie Berichten zufolge von der Polizei auf Anweisung des IRGC-Geheimdienstes in das iranische psychiatrische Krankenhaus an der „Special Road“ gebracht und unter die Aufsicht eines Arztes und Psychiaters gestellt.
Amnesty International sowie auch andere Menschenrechtsorganisationen haben ihre sofortige und bedingungslose Freilassung und eine unabhängige Untersuchung der mutmaßlichen Misshandlungen während ihrer Verhaftung gefordert. Auch die National Secular Society hat die britische Regierung aufgefordert, sich bei den iranischen Behörden für Daryaeis Freilassung einzusetzen.
Der Botschaft in Paris zufolge soll Daryaei Mutter von zwei Kindern sein.